# CITY busz (Győr)
A győri CITY jelzésű autóbusz a Révfaluban lévő Széchenyi István Egyetemet a Belvárossal összekötő, díjmentesen igénybe vehető körjárat volt. Az autóbuszvonalat a Volánbusz üzemeltette.

## Története
A Dunakapu teret 2011 nyarán kezdték el felújítani, így a piacnak, amit addig mindig ott tartottak, költöznie kellett. Az új piactérnek az Árkád mellett egy üres betonteret jelöltek ki (régen itt állt a Vagongyár). Az ide kijutás és az innen hazajutás azonban a távolabb élőknek már gondot okozott, ezért 2011. október 10-én először elindult a CITY viszonylatjelzésű autóbusz. A rövid (mindössze 14 perces) körjárat ekkor még normál díjszabással szállította az utasokat a piactól a belvárosig és vissza. Nem sokkal ezután nagy változások következtek: bővült az útvonal, így a cél már nem csak a piac, hanem Révfalu és az egyetem elérése is volt, emiatt az utolsó járat sokkal később indult és addig is sűrűbben (15 percenként) jártak a buszok a viszonylaton. A körjárat jelleg megmaradt, kiinduló állomás és a végállomás a Révai Miklós utca decentrumra módosult. A CITY jelzés helyett CT1 és CT1B viszonylatjelzés lett. Az előbbi volt a „hétköznapi”, utóbbi pedig a szerdán és szombaton 6.30 és 13.00 között a piacon, a Bajcsy-Zsilinszky úton, a Zechmeister utcában és a Honvéd ligetnél és megálló járat. 2012-től a busz az egyetemtől indul ismét CITY jelzéssel és oda is érkezik vissza, immáron mindennap érintve a belváros nyugati részét is.
2014. december 17-étől a városréti piacnál található autóbusz-forduló beparkolása miatt, a vonal forgalmának fenntartása és a balesetveszély megakadályozása érdekében a CITY jelzésű autóbuszjáratok a Városréti piac elnevezésű megállóhelyet ideiglenesen nem érintik. A piac a Vas Gereben utcai megállóhelyről, kb. 400 méter gyaloglással volt elérhető. Közben a piac is elköltözött a Városrétről, így ez a megállóhely véglegesen megszűnt.
2015. március 16-ától 2015. június 15-éig a CITY busz a Kossuth híd felújítása miatt Rónay Jácint utca érintése nélkül érte el az Egyetemet. A Kálóczy tér megálló ideiglenesen megszűnt.
2015. június 16-ától 2015. augusztus 31-éig a Kossuth hidat teljesen lezárták, így a CITY busz teljesen új útvonalon közlekedett: a Munkácsy Mihály utca – Szent István út – 14-es út – Vas Gereben utca – Móricz Zsigmond rakpart – Kiss János utca – Pálffy utca – Teleki László utca – Szent István út – Aradi vértanúk útja – Zechmeister utca – Munkácsy Mihály utca útvonalat járta be. A Munkács Mihály utcában új megállót alakítottak ki, amelyet a környék lakói már régóta szorgalmaztak.
A híd megnyitása óta az az új útvonal változásainak egy része megmaradt: a busz megáll a Munkácsy Mihály utca, az Eötvös park, és az Aradi vértanúk útja, szökőkút megállóhelyeken, a Bajcsy Zsilinszky út megállóhelyet viszont nem érinti.
2018. április 9-étől az egyetemi campus és a Mobilis Interaktív Kiállítási Központ jobb kiszolgálása érdekében egyes járatok meghosszabbított vonalon az új Egyetemi Csarnok, Mobilis megállóba érkeznek, valamint onnan indulnak.
Az autóbuszvonalat – több mint egy évtizedes működése után – 2022. április 9-én megszüntettek. Helyét javarészt a 9-es, a 19-es és a 29-es autóbuszok veszik át, melyek útvonalmódosítás után már az Árkádot és a Belváros északi részét is kiszolgálja, azonban ezzel a menetidejük is megnőtt. Továbbá a CITY busz Munkácsy Mihály utcai megállóhelyét a 17-es és a 17B, valamint az új 8Y és 18-as buszok érintik ezentúl.

## Közlekedése
Munkanapokon 15 percenként, míg szombaton csak délelőtt, 30 percenként közlekedett.

## Útvonala
| Egyetem → Városrét → Munkácsy Mihály utca → Egyetem |
| --- |
| (Egyetemi Csarnok, Mobilis – Egyetem tér – Hédervári út –) Széchenyi István Egyetem – Hédervári út – Kálóczy tér – Kossuth híd – Móricz Zsigmond rakpart – Vas Gereben utca – Schwarzenberg utca – Pálffy utca – Teleki László utca – Szent István út – Aradi vértanúk útja – Virágpiac – Zechmeister utca – Munkácsy Mihály utca – Szent István út – Nagymegyeri út – Vas Gereben utca – Móricz Zsigmond rakpart – Kossuth híd – Rónay Jácint utca – Hédervári út – Széchenyi István Egyetem (– Egyetem tér – Egyetemi Csarnok, Mobilis) |

## Megállóhelyei
| 0  | ∫  | Egyetemi Csarnok, Mobilis végállomás | |
| 2  | 0  | Széchenyi István Egyetem végállomás  | 2B, 6, 9, 11, 29 |
| 3  | 1  | Kálóczy tér                          | 6 |
| 4  | 2  | Dunakapu tér                         | 6 |
| 5  | 3  | Dunapart Rezidencia                  | 6 |
| 6  | 4  | Vas Gereben utca                     | 6 |
| 9  | 7  | Schwarzenberg utca                   | 11Y |
| 10 | 8  | Teleki László utca, színház          | 11Y |
| 12 | 10 | Aradi vértanúk útja, szökőkút        | 1, 1A, 2, 2B, 5, 5B, 5R, 6, 7, 8, 8B, 9, 9A, 11, 12, 12A, 14, 14B, 15, 15A, 17, 17B, 19, 19A, 21, 21B, 22, 22A, 22B, 22Y, 29, 30, 30A, 30B, 30Y, 31, 31A, 37, 38, 38A, 42 Távolsági járatok S10 , IC, InterRégió, EC, EN, ER, gyorsvonat, expresszvonat, (Győr) |
| 13 | 11 | Virágpiac                            | 17, 17B |
| 14 | 12 | Zechmeister utca, Rába-part          | 1, 1A, 8, 8B, 9, 9A, 11, 14, 14B, 17, 17B, 19, 19A, 29 |
| 16 | 14 | Munkácsy Mihály utca                 | |
| 18 | 16 | Eötvös park                          | |
| 19 | 17 | Honvéd liget                         | 1, 1A, 2, 2B, 5, 5B, 5R, 6, 7, 8, 8B, 9, 9A, 11, 12, 12A, 14, 14B, 15, 15A, 17, 17B, 19, 19A, 21, 21B, 22, 22A, 22B, 22Y, 29, 30, 30A, 30B, 30Y, 31, 31A, 37, 38, 38A, 42 Távolsági járatok S10 , IC, InterRégió, EC, EN, ER, gyorsvonat, expresszvonat, (Győr) |
| 20 | 18 | Baross Gábor híd, belvárosi hídfő    | 1, 1A, 2, 2B, 5, 5B, 5R, 6, 7, 8, 8B, 9, 9A, 11, 12, 12A, 14, 14B, 15, 15A, 17, 17B, 19, 19A, 21, 21B, 22, 22A, 22B, 22Y, 29, 30, 30A, 30B, 30Y, 31, 31A, 37, 38, 38A, 42 Távolsági járatok S10 , IC, InterRégió, EC, EN, ER, gyorsvonat, expresszvonat, (Győr) |
| 22 | 20 | Szent István út, Iparkamara          | 6, 7, 8, 8B, 10, 11, 11Y, 12, 12A, 14, 14B, 15, 15A, 30, 30A, 30B, 30Y, 31, 31A, 42 |
| 24 | 22 | 14-es út, Árkád üzletház             | 2B, 6, 7, 8, 8B, 10, 12, 12A, 14, 14B, 17, 17B, 30, 30A, 30B, 31, 31A |
| 25 | 23 | Vas Gereben utca                     | 6 |
| 26 | 24 | Dunapart Rezidencia                  | 6 |
| 28 | 26 | Dunakapu tér                         | 6 |
| 30 | 28 | Rónay Jácint utca                    | 6 |
| 31 | 29 | Széchenyi István Egyetem végállomás  | 2B, 6, 9, 11, 29 |
| 32 | ∫  | Egyetemi Csarnok, Mobilis végállomás | |